# Lodderia iota
Lodderia iota är en snäckart som beskrevs av Powell 1940. Lodderia iota ingår i släktet Lodderia och familjen Skeneidae. Inga underarter finns listade i Catalogue of Life.